# Résistance péroniste
La résistance péroniste est le nom qui reçoit une période de l'histoire du péronisme et un mouvement de résistance aux dictatures et aux gouvernements civils argentins mis en place depuis le coup d'État de septembre 1955 - qui renversa le gouvernement constitutionnel de Juan Perón — et jusqu'au 25 mai 1973, date à laquelle il a assumé le gouvernement constitutionnel d'Héctor José Cámpora. 
Les gouvernements installés à cette époque résultaient de coups d'État ou d'élections auxquelles le péronisme n'était pas autorisé à participer librement. Un grand nombre d’organisations syndicales, de jeunes, de guérillas, religieuses, d’étudiants, de quartier et culturelles ont participé à la Résistance péroniste. Celles-ci étaient autonomes et avaient pour objectif commun le retour de Perón dans le pays et la réalisation d’élections libres sans interdiction.

## Politique de dépéronisation
Le 16 septembre 1955, un coup d'État civilo-militaire a renversé le gouvernement constitutionnel de Juan D. Perón, instaurant une dictature appelée Libertadora Revolution (1955-1958). Le gouvernement de la Révolution libératrice était initialement dirigé par le général Eduardo Lonardi, puis par le général Pedro Eugenio Aramburu. Il compte depuis novembre 1955 avec un Conseil consultatif composé de dirigeants éminents de l'Union civique radicale, du Parti socialiste, du Parti démocrate progressiste, le parti national démocrate (conservateur) et le parti démocrate chrétien.
Initialement, sous le slogan « ni victorieux ni vaincu », la dictature de Lonardi - de septembre à novembre 1955 - a adopté une politique de répression sélective contre le péronisme, l'une des principales forces politiques du pays, qui s'est accentuée avec le passage du les mois avant de devenir une politique de répression systématique, dans le cadre de l'objectif dépéroniser de la société. Le 13 novembre, l'aile dure (anti-péroniste) de la dictature renverse le général Lonardi pour installer Pedro Eugenio Aramburu (1955-1958) au gouvernement, accompagné du vice-président, l'amiral Isaac Rojas.
Aramburu intensifia la répression contre le péronisme et sanctionna, le 5 mars 1956, le décret no 4161/56, interdisant le péronisme, interdisant le parti d'être banni, interdisant ses idées et ses symboles, et faisant même mention du nom de Perón et d'Évita.
D'autre part, après la tentative éphémère du gouvernement Lonardi de préserver les améliorations sociales obtenues par les travailleurs sous le péronisme et l'autonomie des syndicats, sous le gouvernement Aramburu, la vengeance la plus cruelle fut adoptée, avec des licenciements massifs, une organisations syndicales et baisse du salaire réel des travailleurs. Cette attitude a amené les travailleurs à identifier le péronisme et les droits sociaux, dans une mesure plus grande que pendant le gouvernement Perón, et à faire du retour du péronisme - ou de Perón lui-même - des objectifs souhaitables.

## Réponse du péronisme
La réaction du péronisme a été simultanée dans plusieurs domaines: le plus inorganique a été la réaction de petits groupes de militants péronistes qui se sont lancés dans la violence, se concentrant sur le boycott d'entreprises publiques et privées et sur le placement de bombes, communément appelées pipes. Les deux formes de résistance ont connu un grand essor au début de 1956 et ont rapidement décliné vers le milieu de la même année.
L'élimination des rangs de l'armée des secteurs nationalistes - qui constituaient une partie centrale du gouvernement Lonardi - a conduit nombre d'entre eux à tenter de renverser Aramburu. S'ils s'appuyaient surtout sur des sous-officiers et sur des officiers purement péronistes, les chefs de ces groupes rebelles étaient toujours d'autres types de nationalistes et non des nationalistes péronistes. Le groupe qui est allé plus loin dans sa tentative de renverser la dictature était celui dirigé par le général Juan José Valle, soutenu par des militaires péronistes, tels que le colonel Adolfo Philippeaux à Santa Rosa, qui était le seul à avoir réussi à dominer la ville. dans lequel il s'était rebellé. Le soulèvement a entraîné la mort de dix-huit officiers de l'armée et l'assassinat de quatorze civils. Le péronisme a toujours revendiqué ce soulèvement dans le cadre de la résistance péroniste, même si Valle et plusieurs autres chefs n'étaient jamais péronistes.
Après la répression cruelle, les actions de résistance armée, en particulier les attentats à la bombe, ont repris leur place. Les attaques sont passées de bombes artisanales à mèches brûlantes - plus dangereuses pour ceux qui les ont placées que pour leurs destinataires - à des formes un peu plus élaborées, notamment des bombes incendiaires. Ces attaques ont évité autant que possible les attaques contre des personnes, au point que pendant les cinq années qui ont suivi la chute de Perón, elles n'ont causé qu'une seule mort malgré le grand nombre d'attaques perpétrées contre des biens et des bâtiments.
L'une des premières attaques à grande échelle a été l'explosion de la poudrière de l'usine militaire de matériel de communication, près de la station Migueletes, dans Buenos Aires. Un autre point qui a particulièrement retenu l'attention est l'explosion d'un pétard qui n'a brisé que du verre dans un siège du parti socialiste, ce qui serait lié au fait que les syndicats péronistes avaient été en grande partie livrés à des dirigeants socialistes.
La direction politique du mouvement était aux mains du commandement national du parti péroniste, fondé par l'ancien député John William Cooke. Lors de son arrestation et de son transfert à Río Gallegos, le Capital Command fut créé, dirigé par Raúl et Rolando Lagomarsino. Cependant, le commandement n’a pas été en mesure de coordonner les actions des différents groupes d’action directe, qui agissaient seuls; pourrait toutefois produire un grand nombre de tracts appelant à la résistance contre la dictature.
La même année, Perón publie à Santiago du Chili le premier de ses livres d'exil. La force est le droit des bêtes. Il justifie l'action politique de son gouvernement et qualifie la revendication de la dictature de qualifier son gouvernement de cynique. une dictature, alors que la seule source de pouvoir du gouvernement militaire était les armes.
En décembre 1956, de nouveaux actes de violence ont été enregistrés : au beau milieu d'une grève à l'usine de Siam Di Tella, l'entreprise a subi un important incendie intentionnel. En février de l'année suivante, l'explosion d’un pont de chemin de fer et d’un tuyau de naphta à la Villa Domínico a été enregistrée.
Le 17 mars, plusieurs dirigeants péronistes se sont échappés de la prison de Río Gallegos, tels que John W. Cooke, Héctor J. Cámpora, Jorge Antonio, José Espejo et Guillermo Patricio Kelly. En plus de l'effet remarquable que cette évasion avait eu, il était important que Cooke ait rencontré Perón et soit retourné en Argentine en secret, avec la tâche de rassembler tous les groupes de résistance péronistes, au sein desquels il avait apparemment échoué. Cependant, son action de propagande mènerait à la formation de la gauche péroniste, bien que cela ne se produise pas avant le début des années 1960.
Les actions violentes sont demeurées le principal moyen d'action politique péroniste jusqu'au milieu de 1957, lorsque la question électorale - à la fois pour la réforme de la Constitution et pour les élections de l'année suivante - a amené les préoccupations des militants par d'autres voies. Malgré tout, il y a eu environ 125 attentats à la bombe entre décembre 1956 et juillet 1957.

## Résurrection du syndicalisme péroniste
Parallèlement à la résistance armée et à la propagande, une lutte développée par les travailleurs péronistes, qui ont proclamé une grève le 14 novembre 1955. Elle a été réprimée avec l'intervention de presque tous les syndicats et l'arrestation de leurs dirigeants. Cela a permis son remplacement par une nouvelle génération de dirigeants, également identifiés au péronisme, mais différents des fonctionnaires bureaucratisés que leurs prédécesseurs étaient devenus, et beaucoup plus combatifs: parmi les nouveaux dirigeants se trouvaient Andrés Framini, José Alonso et Augusto Timoteo Vandor.
Alors commença une lutte des travailleurs péronistes pour reprendre leur place dans le syndicalisme organisé. Le gouvernement a continué à contrôler la CGT, tout en normalisant progressivement certains syndicats, appelant à des élections. La participation des travailleurs à ces élections était notoirement faible. Après quelques victoires des socialistes et des communistes dans plusieurs des grands syndicats, les péronistes - qui n’utilisaient pas ce nom - obtenaient de nombreuses victoires dans des syndicats un peu moins importants. C'étaient de nouveaux dirigeants - à l'exception notable d'Andrés Framini, de l'Association des travailleurs du textile - qui se concentraient initialement sur des aspects purement syndicaux, en évitant autant que possible toute action politique. Malgré tout, les grèves de 1956 ont entraîné une perte de plus d'un demi-million de jours ouvrables.
Les anciens dirigeants péronistes ont tenté de se réorganiser par le biais de la CGT authentique ou de la CGT unique et intransigeante, mais ces groupes ont échoué et n'ont même pas contrôlé leurs propres syndicats.
À partir du deuxième trimestre de 1957, un tournant remarquable a été observé lors de l'échec du congrès de normalisation de la CGT, contrôlé par les socialistes et les communistes. Ensuite, des communistes et des péronistes ont décidé de créer leur propre organisation syndicale, ce qui a abouti à la création des 62 organisations en août. Cette année-là, plus de trois millions de jours de travail ont été perdus.
Au cours du second semestre de l'année, les 62 organisations ont lancé plusieurs proclamations plus politiques que syndicales, dans lesquelles Perón et Péronisme n'étaient pas nommés, bien qu'un langage péroniste sans équivoque ait été utilisé. Les syndicats péronistes ont annoncé une grève générale les 22 et 23 octobre de cette année, qui a pris fin avec la mobilisation militaire des travailleurs et l’arrestation de dizaines de dirigeants syndicaux. La répression énergique a montré que les syndicats péronistes n'étaient pas encore en mesure de conditionner le gouvernement.

## Tentatives de participation politique
L'option politique était interdite dès le début pour le parti péroniste; mais aussi depuis le début, il y avait des leaders qui ont encouragé l'émergence d'un « péronisme sans Péron ». Les deux premiers partis de ce type étaient l'Union populaire, fondée par l'ancien ministre des Affaires étrangères Juan Atilio Bramuglia, et le Parti travailliste fondé par Cipriano Reyes, tous deux fin 1955. Le parti Reyes, qui revendiquait les conquêtes sociales du péronisme mais ajouté au chœur des attaques sur Perón et ses partisans, il a été éteint très bientôt. Au lieu de cela, l'Union populaire a réuni un grand nombre d'adhérents parmi les péronistes de la résistance: Alejandro Leloir, Atilio García Mellid et Rodolfo Tecera del Franco ont été parmi ses principaux leaders.
Perón considérait que ni le coup d'État à la manière du général Valle ni le néo-péronisme de l'UP n'étaient le moyen le plus approprié de reprendre le pouvoir, en plus de considérer que l'une ou l'autre de ces manières conduirait les dirigeants rivaux à la direction de son parti. Lors de la convocation d'élections constitutionnelles pour la réforme constitutionnelle de 1957, Perón ordonna un vote blanc. À la surprise des dirigeants qui avaient soutenu la révolution de libération, le décompte global de ces élections détermina un peu plus de votes blancs que pour la liste des vainqueurs, celle de l'Union civique radicale du peuple et le socialisme comme le conservatisme a montré une force beaucoup plus faible que prévu.
Pour les élections générales de 1958, étant donné que le péronisme était toujours interdit, Perón négocia sa légalisation - et la transmission des syndicats à ses affiliés sans interdiction - avec l'Union civique intransigeante radicale, en signant un pacte secret avec Rogelio Frigerio. Malgré la participation épisodique de certains petits partis néo-péronistes dans des provinces mineures, la large victoire d’Arturo Frondizi et de l’UCRP a montré que le péronisme, bien qu'il n’ait pas la majorité des sympathies politiques de son côté, était en bon état. jeter n'importe quel choix.

## Résistance, Frondizi et le plan Conintes
Le 26 juin 1958, le Congrès national abroge le décret-loi 4161/56 interdisant le péronisme et sanctionne une loi d'amnistie qui libère des milliers de péronistes et de syndicalistes emprisonnés. Frondizi espérait que les péronistes réagiraient en mettant fin à la résistance, mais leur politique économique suscitait une grande résistance parmi les syndicats, tels que les grandes grèves de travailleurs du pétrole, du rail, de la viande, de la banque et de la métallurgie. En réponse, en novembre de cette année, Frondizi a publié le décret secret 9880/1958, qui permettait au président de déclarer « l'État Conintes », limitant la validité des droits et garanties constitutionnels et permettant la militarisation de la société et la déclaration de l'État. La validité du plan Conintes impliquait également la déclaration d'illégalité de toute grève ou manifestation, la militarisation des principaux centres industriels ou villes tels que La Plata ou le Gran Buenos Aires et l’autorisation des Forces Armées pour procéder à des perquisitions et à des détentions sans se conformer aux normes constitutionnelles. La résistance péroniste a commencé à mener des attaques violentes. La première était une bombe placée dans la maison du capitaine David Cabrera, dans laquelle sa fille de deux ans avait été tuée. Deux jours plus tard, après une réunion avec les commandants des trois armes, Frondizi - qui avait rejeté l'application de la loi martiale exigée par l'armée - lança le plan Conintes. Des centaines de dirigeants syndicaux, d'étudiants et de politiciens ont été arrêtés et plusieurs syndicats sont intervenus. Parmi les prisonniers figuraient le communiste Rubens Isaro, les péronistes Andrés Framini et José Ignacio Rucci et le folkloriste paraguayen José Asunción Flores. Frondizi l'a terminée en août 1961, mais a été réappliquée sous le gouvernement de facto de José María Guido.
Sous le gouvernement Frondizi, 1566 attaques ont eu lieu, faisant 17 morts, menées à la fois par la résistance péroniste et par la montée des mouvements d'extrême gauche et d'extrême droite.

## Premiers groupes armés
De la résistance péroniste en cours, inorganique et décentralisée, des groupes armés ont émergé. Le seul qui puisse être pleinement identifié au péronisme est celui des Uturuncos, un groupe de guérilleros identifié à la prédication de John W. Cooke, mais à qui il n'a jamais appartenu. Sa comparution publique a eu lieu à Noël 1959, quand ils ont pris un poste de police à Frías (Santiago del Estero). Ensuite, ils ont voulu lancer une guérilla dans la province de Tucumán, mais ils n'ont jamais réussi à se répandre et ont été rapidement vaincus après un retour éphémère en 1963, ils se dissoudraient définitivement. Il y eut également une brève tentative de coup d'Etat, dirigée par le général Miguel Ángel Iñíguez qui, en novembre 1960, tenta sans succès de s'emparer du 11e régiment d'infanterie à Rosario. Bien que Iñíguez ait de bonnes relations avec Perón, aucun syndicat ou groupe politique péroniste n’a publiquement soutenu la tentative.
L'action de la police et de l’armée a permis la désactivation de plusieurs cellules, dont l’alignement politique n’était jamais très clair: l’armée les classait systématiquement comme « communistes » - en partie sous la pression du département de la défense des États-Unis - ou simplement « subversives » , rendant son identification politique presque impossible. Très probablement, ils étaient principalement des continuateurs de la résistance péroniste.
Le Mouvement nationaliste Tacuara, créé officiellement à la fin de 1957, a été créé à la fin de l'année 1957, et ce, très tardivement, convergeant en partie avec le péronisme. Il s'agissait d'un groupe d'orientation d'ultra-droite, doté de puissants colorants antisémites. Après la Révolution cubaine, le groupe a été divisé en plusieurs sous-groupes, idéologiquement très discordants, qui utilisaient tous le nom du groupe. Ainsi, des centaines d'attaques ont été attribuées, dont certaines qui n'avaient rien à voir avec l'inspiration fasciste, marxiste, antisémite ou péroniste. Parmi les leaders qui sont passés de Tacuara à la gauche péroniste se trouvaient José Joe Baxter, José Luis Nell et Dardo Cabo.

## Soulèvement de l'ESMA de 1972
Les 16 et 17 novembre 1972, sous le prétexte de la dictature de la révolution argentine, l'école des mécaniciens de la marine en Argentine se souleva pour soutenir Juan Domingo Perón, qui rentra dans le pays le même jour années d'exil et de proscription. Le soulèvement était dirigé par le gardien de l'époque, Julio César Urien, et visait à montrer qu'il existait toujours une armée péroniste dans les forces armées. Le fait intègre le mouvement historique connu sous le nom de Résistance péroniste (1955-1973).